# Villers-Sir-Simon
Villers-Sir-Simon là một xã ở tỉnh Pas-de-Calais, vùng Hauts-de-France của Pháp.

## Địa lý
Villers-Sir-Simon có cự ly khoảng 18 dặm (29,0 km) phía tây Arras, tại giao lộ của các tuyến đường D77 và D54.

## Dân số
| 1962                                                         | 1968 | 1975 | 1982 | 1990 | 1999 | 2006 |
| ------------------------------------------------------------ | ---- | ---- | ---- | ---- | ---- | ---- |
| 105                                                          | 125  | 99   | 114  | 120  | 121  | 135  |
| Số liệu điều tra dân số từ năm 1962: Dân số không tính trùng |      |      |      |      |      |      |